# Smithsonita
La smithsonita és un mineral de la classe dels carbonats, que pertany al grup de la calcita de minerals. Va ser reanomenada així l'any 1832 per François Sulpice Beudant en honor de James Smithson (1754-1829), químic i mineralogista anglès, i benefactor del Smithsonian Institution (Washington, DC, Estats Units).

## Característiques
La smithsonita és un carbonat de zinc, que cristal·litza en el sistema trigonal. Sol trobar associada a la blenda en forma de masses fibroses, concrecionades, generalment pardoses, grisenques o verdoses, que constitueixen una important mena del zinc. Sol rebre, erròniament, el nom de calamina. Químicament pertany al grup de la calcita, formant una sèrie de solució sòlida amb la siderita (FeCO₃), substituint gradualment el zinc per ferro. Rares vegades es troba en forma de cristalls ben formats, normalment apareix de forma botrioide, reniforme o esferulítica, també massiva o granular.
Segons la classificació de Nickel-Strunz, l'smithsonita pertany a «05.AB: Carbonats sense anions addicionals, sense H₂O, alcalinoterris (i altres M2+)» juntament amb els següents minerals: calcita, gaspeita, magnesita, otavita, rodocrosita, siderita, esferocobaltita, ankerita, dolomita, kutnohorita, minrecordita, aragonita, cerussita, estroncianita, witherita, vaterita, huntita, norsethita, alstonita, olekminskita, paralstonita, baritocalcita, carbocernaita, benstonita i juangodoyita.

## Formació i jaciments
Sovint es troba com a mineral secundari en les zones d'oxidació dels dipòsits miners de zinc. Pot també ser observada en dipòsits sedimentaris i com un producte d'oxidació directa de la blenda (sulfur de zinc). Sol trobar-se associada als següents minerals: wil·lemita, piromorfita, mimetita, malaquita, hidrozincita, hemimorfita, cerussita, atzurita, auricalcita o anglesita. Als territoris de parla catalana ha estat descrita àmpliament per tot el territori.

## Varietats

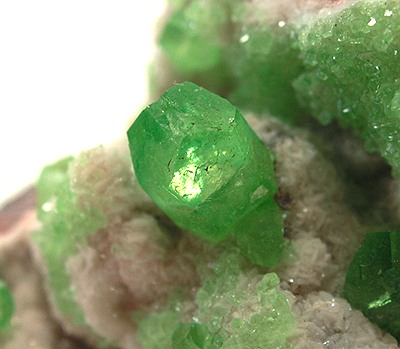
Smithsonita cúprica, del Tsumeb

Presenta nombroses varietats, de molt diversos colors, en els que l'àtom de zinc està substituït parcialment per altres metalls: coure, cobalt, cadmi…
- La Dry Bone Ore és una varietat de smithsonita massiva o botrioide amb un aspecte opac i sec.[3]
- La herrerita és una varietat amb coure que conté fins a un 3% de CuCO₃, de color verd poma a verd fosc.[4]
- La monheimita és una varietat que conté ferro.[5]
- La smithsonita cobàltica és una varietat de color rosat que conté cobalt.[6]
- La smithsonita cúprica és una varietat que conté coure, acolorint-se de color verd.[7]
- Turkey-Fat Ore és un vell nom per a una varietat botrioide de smithsonita generalment de color groc brillant degut al sulfur de cadmi que inclou.[8]